# Reisalpe
Reisalpe (1399 m n. m.) je nejvyšší hora Gutensteinských Alp. Leží mezi Lilienfeldem, Hohenbergem a Kleinzellem v okrese Lilienfeld ve spolkové zemi Dolní Rakousy. Nachází se ve stejnojmenném masivu na západním okraji pohoří. Hora je populárním cílem pro pěší turisty v létě a pro skialpinisty v zimě (nízké lavinové riziko). Poblíž vrcholu stojí socha Madony, nedávno zbudovaný vrcholový kříž a horská chata Reisalpen-Schutzhaus otevřená 9. října 1898. Pod vrcholem se dále nachází malá chatka Rakouské armády.